# Estação Mairie de Montrouge
Mairie de Montrouge é uma estação da linha 4 do Metrô de Paris, localizada em Montrouge, ao sul de Paris. Aberta em 23 de março de 2013, foi o terminal sul dessa linha até a inauguração da extensão até Bagneux-Lucie Aubrac e a 302ª estação do Metrô de Paris.

## Localização
A estação está situada em Montrouge sob a avenue de la République, entre a rue Gabriel-Péri e a place du Maréchal-Leclerc.

## História

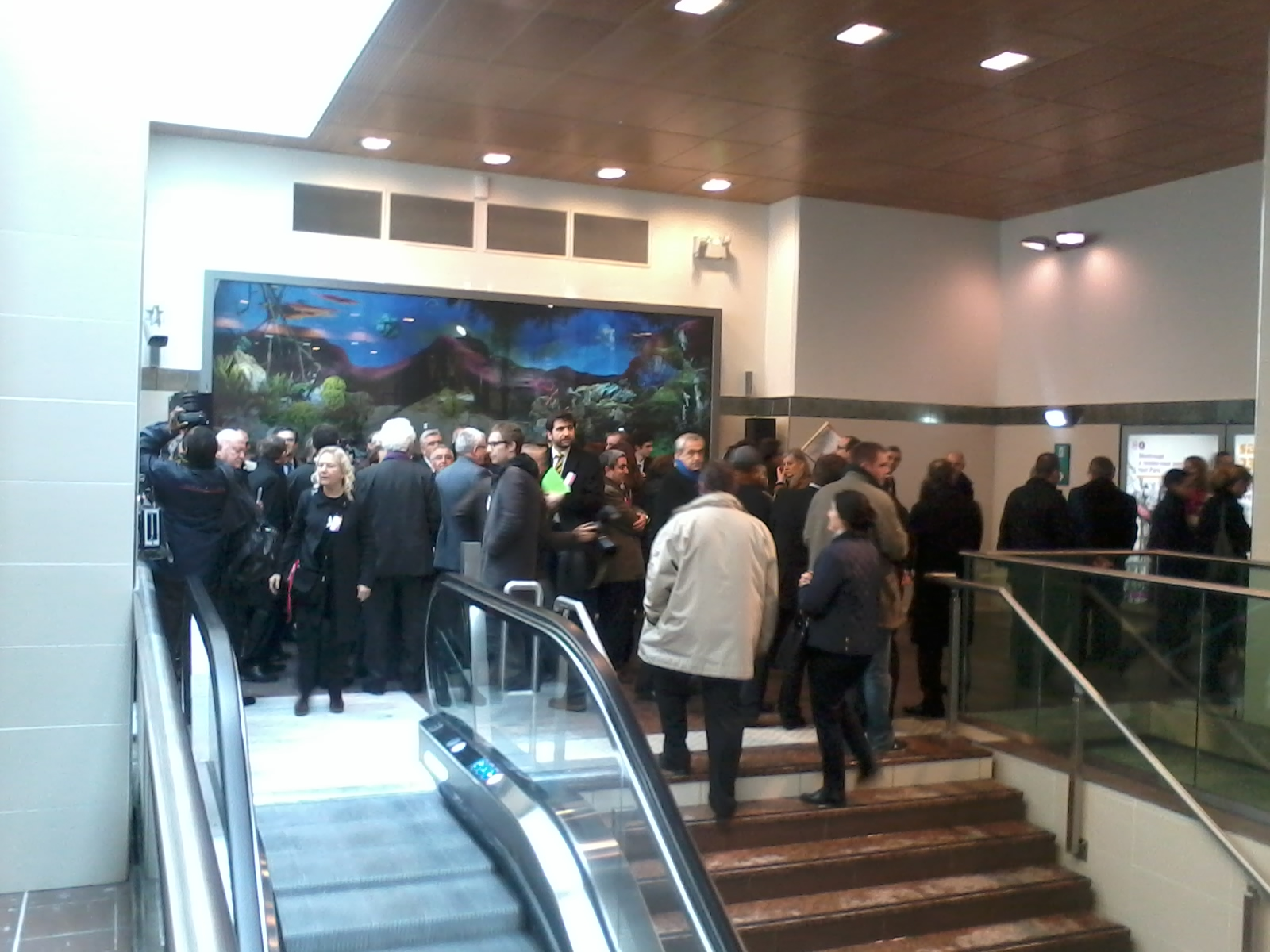
A bilheteria no dia da inauguração.

A abertura de Mairie de Montrouge, que se realizou em 23 de março de 2013, constitui a primeira etapa de uma extensão da linha 4 para Bagneux (prevista para 2021), que estava planejada desde 1929 em um percurso diferente. Em 2004, o custo desta primeira seção foi estimado em 152 milhões de euros para um comprimento de 780 metros.
Posteriormente, a linha se estendeu a Barbara entre o Cemitério de Bagneux e o Forte de Montrouge, e depois o terminal Bagneux-Lucie Aubrac ao norte desta comuna.
A linha deve permitir que 37 000 passageiros por dia tenham acesso direto à rede metropolitana. Nos horários de pico, 4 700 entradas ou saídas são atendidas.
| Frequência anual      | 2013      | 2014      | 2015      | 2016      | 2017      |
| --------------------- | --------- | --------- | --------- | --------- | --------- |
| Número de passageiros | 2 916 681 | 5 346 471 | 5 757 464 | 6 164 559 | 6 786 852 |
| Rank em 302 estações  | 184       | 74        | 68        | 51        | 48        |

### Inauguração
A estação foi inaugurada em 23 de março de 2013 por Frédéric Cuvillier, Ministro Delegado encarregado dos Transportes e da Economia Marítima, Jean-Paul Huchon, Presidente do Conselho Regional da Île-de-France e Presidente do Sindicato dos Transportes da Île-de-France (STIF), Patrick Devedjian, presidente do Conselho Geral dos Altos do Sena, Jean-Loup Metton, prefeito de Montrouge, e Pierre Mongin, presidente e diretor executivo da RATP. A estação, a 302ª do metrô de Paris, foi colocada em operação no mesmo dia.

## Serviços

### Acessos
A estação possui três acessos:
- um acesso principal com elevador situado no pátio da igreja de Saint-Jacques, na esquina da rue Gabriel-Péri e da avenue de la République, de frente para a prefeitura;
- um acesso norte situado no pátio do centro cultural, place Émile-Cresp, na esquina da rue Gabriel-Péri e da avenue de la Republique, ainda de frente para a prefeitura; este acesso foi aberto em 2014;[3]
- um acesso sul na place du Général-Leclerc.

### Plataformas
Mairie de Montrouge é uma estação de configuração padrão: ela possui duas plataformas laterais separadas pelas vias do metrô e a abóbada é elíptica (caso raro para as estações construídas nas últimas décadas). A decoração é contemporânea e varia os materiais, com pés-direitos recobertos com uma alternância de painéis de madeira e de cambagens metálicas prateadas as quais são incorporados os quadros publicitários, e uma cambagem cinza na abóbada e tímpanos pintadas de branco. A iluminação é semi-direta e o nome da estação é inscrito na fonte Parisine em placas esmaltadas. As plataformas, revestidas de cinza antracite, são equipadas com bancos "Akiko" de cor laranja.

### Paisagismo Cultural
A estação abriga uma obra de Hugues Reip, tanto nos corredores quanto nas plataformas.

### Intermodalidade

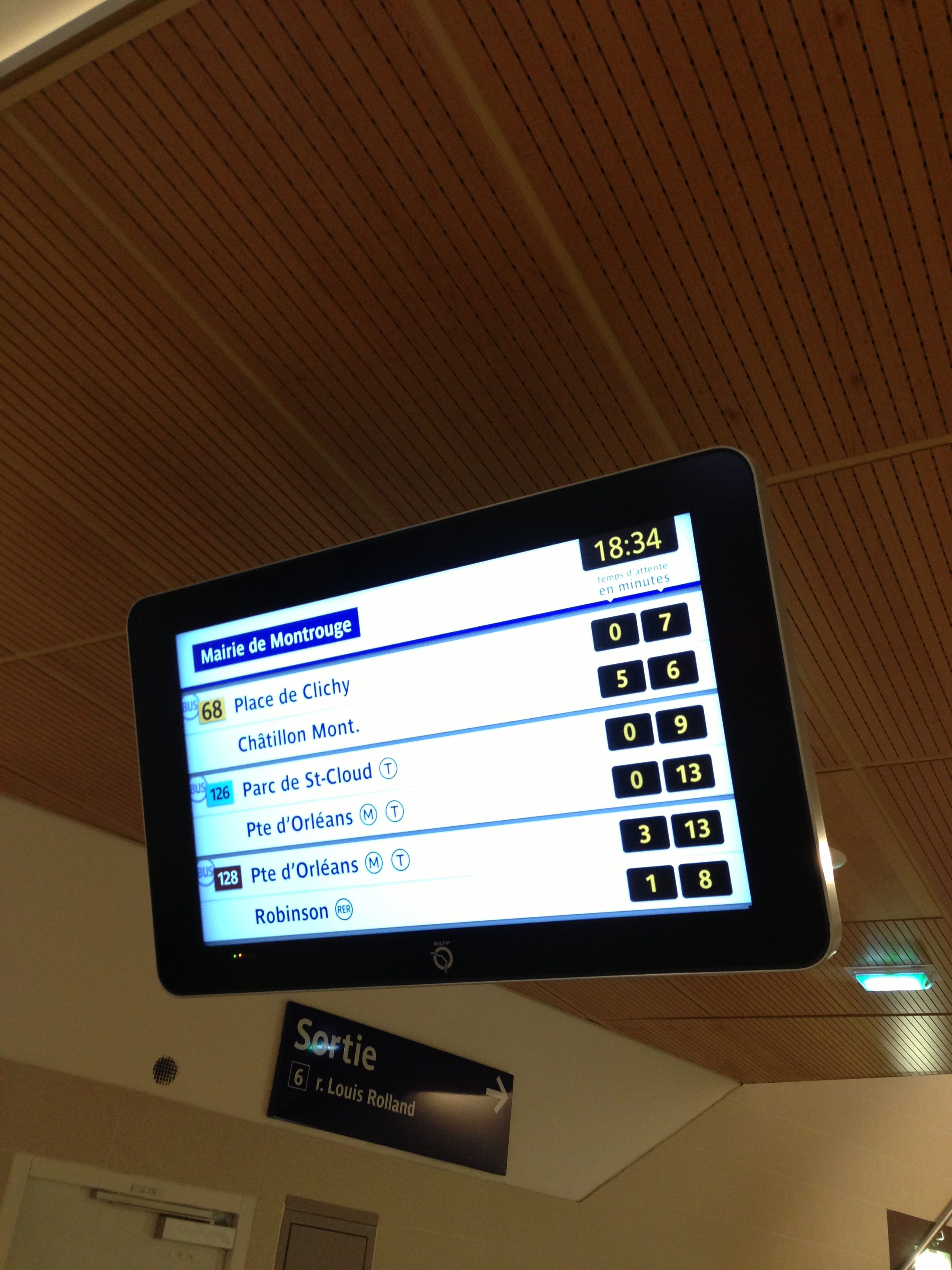
Tela de informação multimodal de tipo IMAGE na estação.

A estação é servida pelas linhas 68, 126 e 128 da rede de ônibus RATP e pela linha 475 da rede de ônibus Sqybus.

## Pontos turísticos
A Prefeitura de Montrouge, o Campanário de Montrouge, que é um centro cultural e de congressos, bem como a igreja Saint-Jacques-le-Majeur estão nas imediações da estação.